# Pélican à lunettes
Pelecanus conspicillatus
Espèce
Statut de conservation UICN

 LC  : Préoccupation mineure
Le Pélican à lunettes (Pelecanus conspicillatus) est une espèce d'oiseaux de la famille des Pelecanidae.

## Description
C'est un pélican de taille moyenne, mesurant de 1,6 à 1,8 mètre de long pour une envergure de 2,3 à 2,5 mètres et pèse de 4 à 10 kilogrammes. Son plumage est blanc avec du noir sur le bord des ailes. Le bec, rose pâle, est le plus grand bec d'oiseau connu avec une longueur record de 50 cm.

## Distribution
Cet oiseau est répandu en Australie ; son aire d'hivernage s'étend à travers l'est de l'Indonésie, la Nouvelle-Guinée et les îles Salomon.

## Habitat

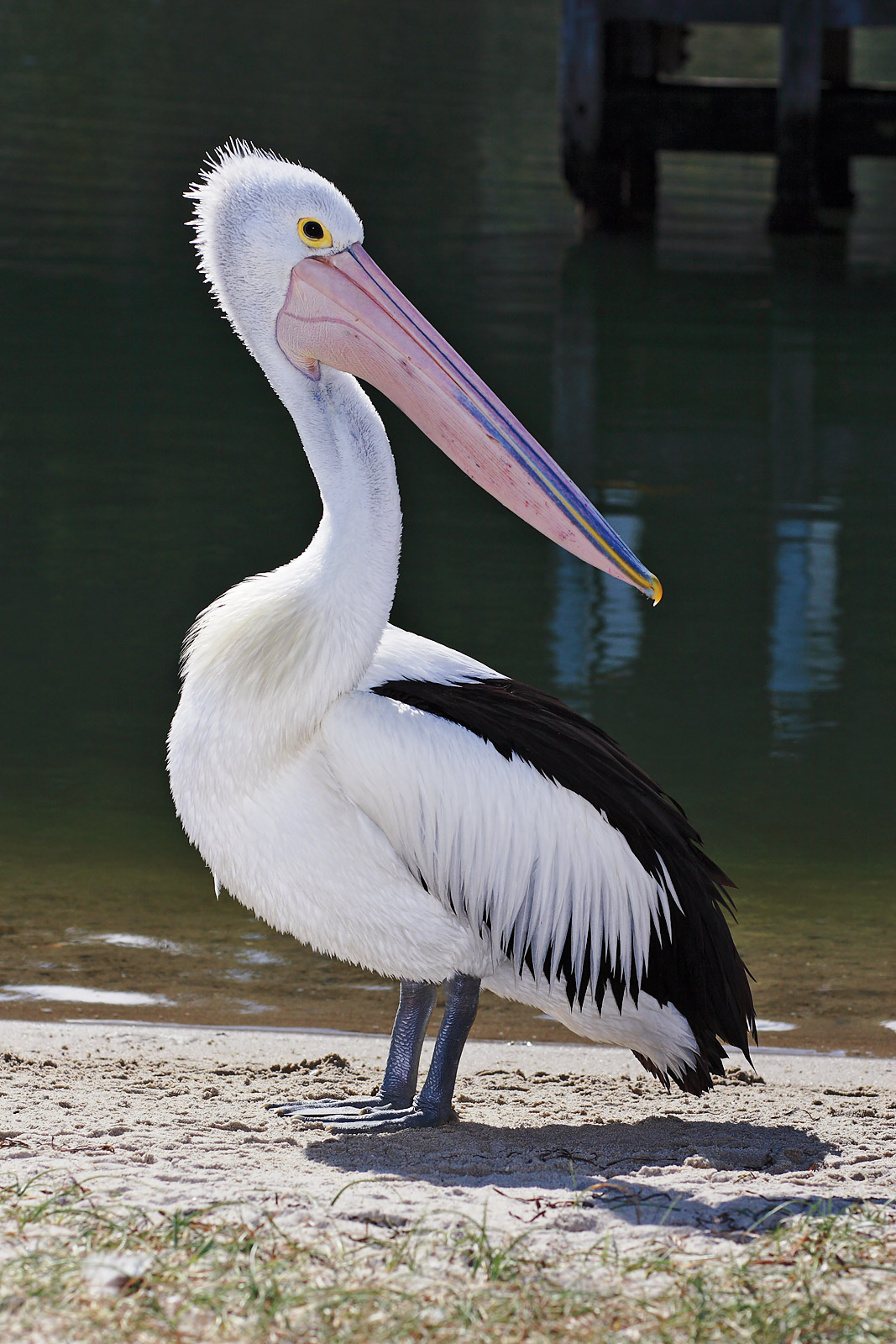

Il préfère les grandes étendues pauvres en végétation aquatique et ceci indépendamment de l'environnement: forêts, prairies, déserts, estuaires, parcs urbains.

## Alimentation
Il se nourrit de poissons.

## Reproduction
La femelle pond un à deux œufs. C'est le plus puissant des petits qui est le mieux nourri et très souvent le plus faible meurt de faim. La parade amoureuse est souvent accompagnée de sorte de massage avec les ailes déployées.

## Photographies

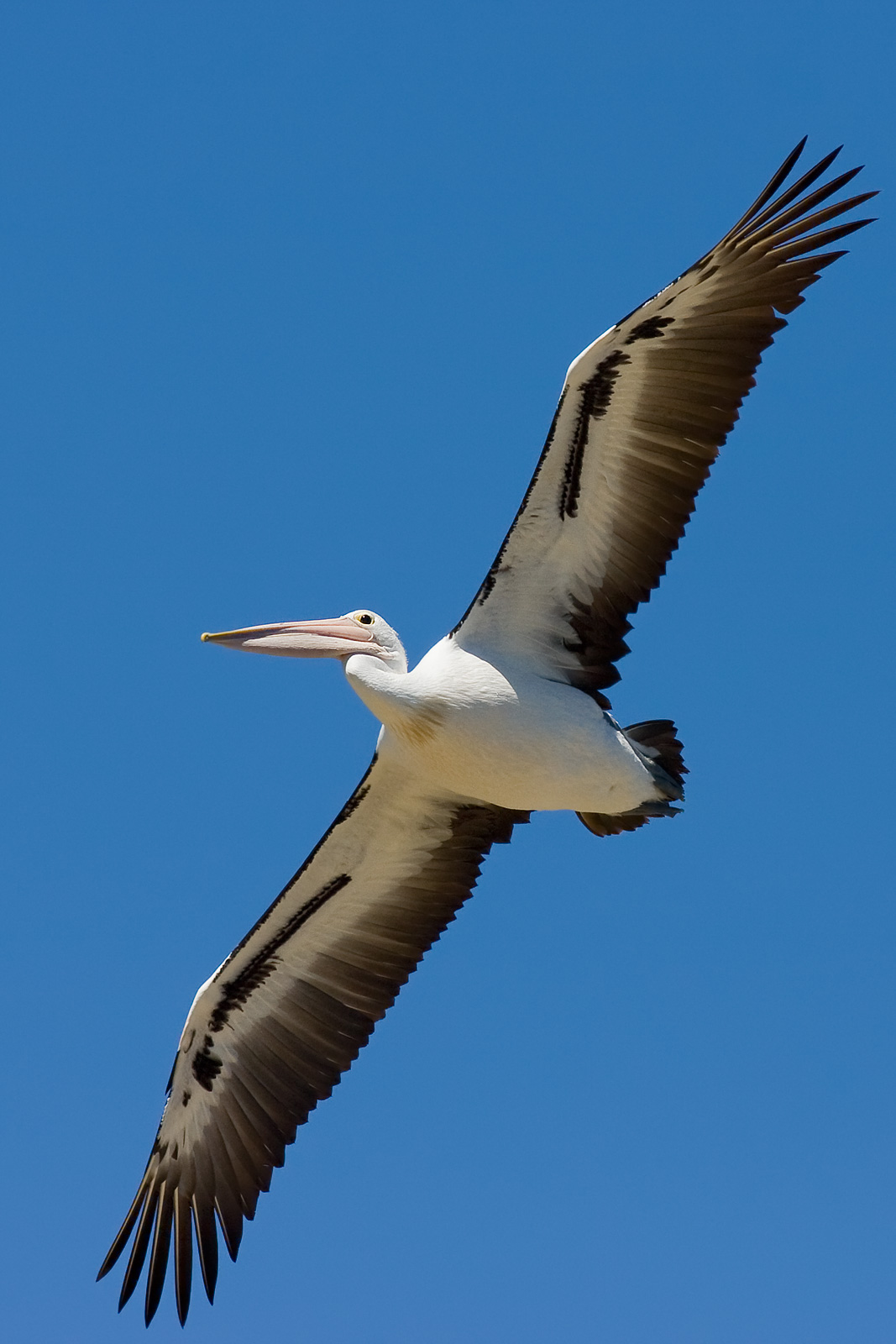
En vol
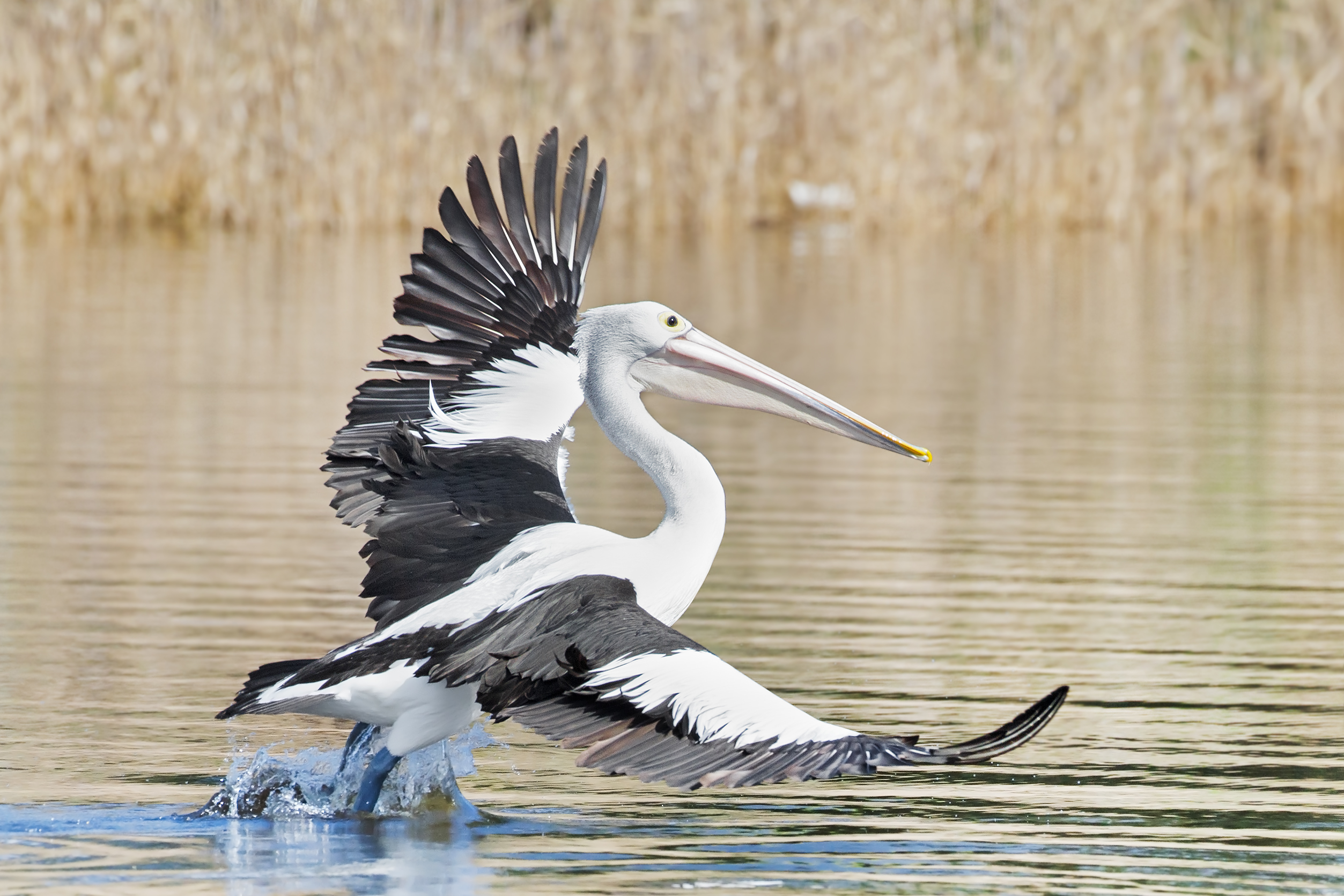
Sur l'eau
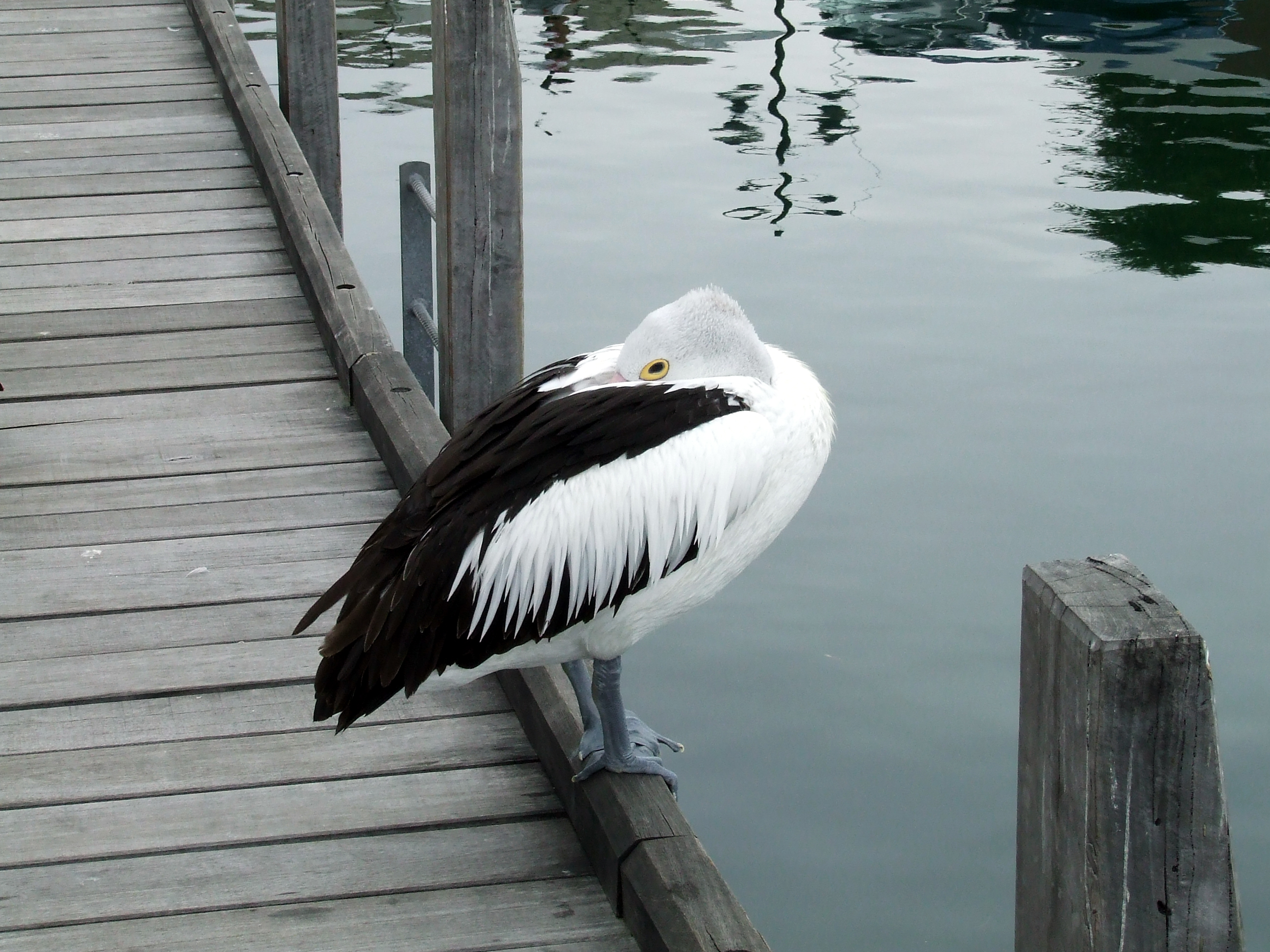
Il voit
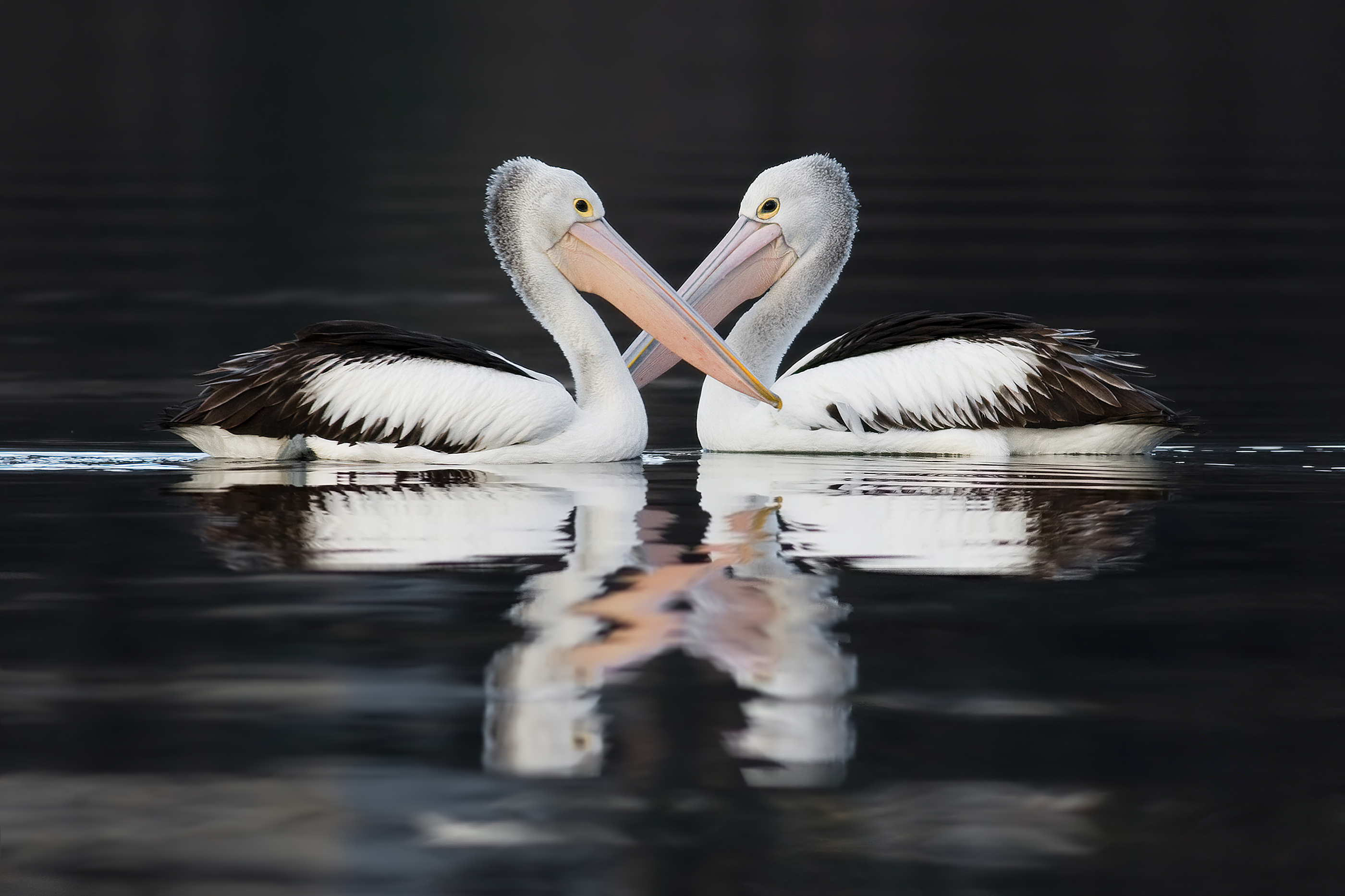
En Tasmanie
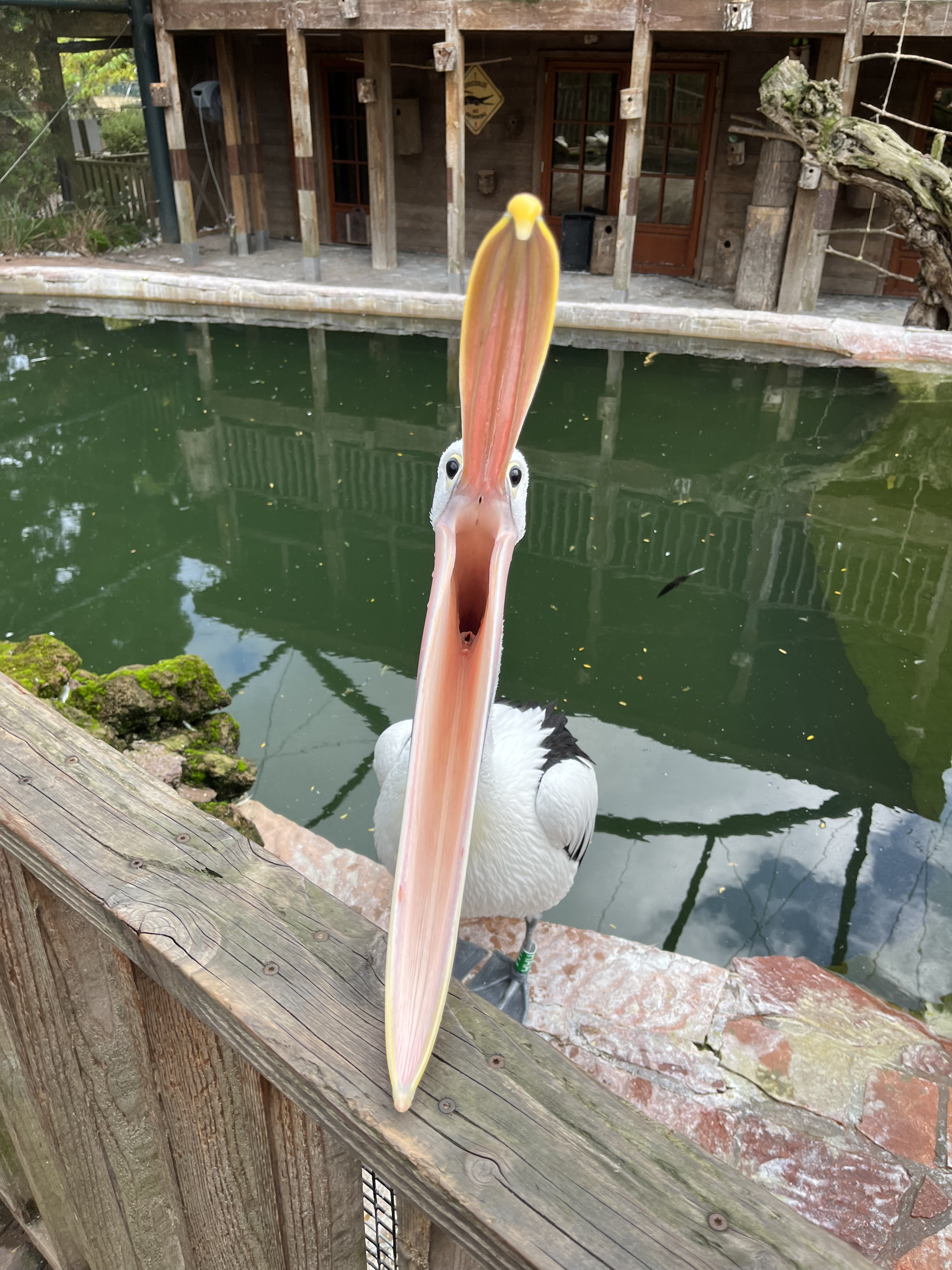
Intérieur du bec